# Фонарь (мыс)
Фона́рь (укр. Фонар, крымскотат. Fener, Фенер) — мыс в Керченском проливе, являющийся самой восточной точкой Крымского полуострова. На возвышенной части мыса установлен Еникальский маяк.

## География
Мыс Фонарь находится у северо-восточной окраины города Керчь на входе в Керченский пролив из Азовского моря. С мыса видны Азовское море, Керченский пролив, коса Чушка и берег Краснодарского края, а также Керченская паромная переправа.
Фауна мыса представлена многочисленными водоплавающими птицами, преимущественно чайками и бакланами. Летом у берега можно встретить водяных ужей, греющихся на солнце либо охотящихся в море на мелкую рыбу.
Побережье мыса Фонарь, как правило, безлюдно. Изредка мыс посещают местные рыбаки и собиратели мидий, а также туристы, которых привлекают живописные каменистые берега мыса. По тропе, ведущей вдоль береговой линии, можно пройти от посёлка Жуковки до расположенных севернее мыса баз отдыха. Несмотря на скалистость берега и обилие валунов, имеется несколько небольших бухт, пригодных для купания в спокойную погоду. В Голубиной бухте, находящейся на южной стороне мыса, есть песчаный пляж.

## История

### Древние времена
В результате археологических раскопок у мыса Фонарь обнаружены древние поселения, относящиеся к Бронзовому веку.
Во времена античности у мыса Фонарь находился город Парфениум, упоминаемый в периплах Скилака, датированных 350 годом до н. э.

### Великая Отечественная война

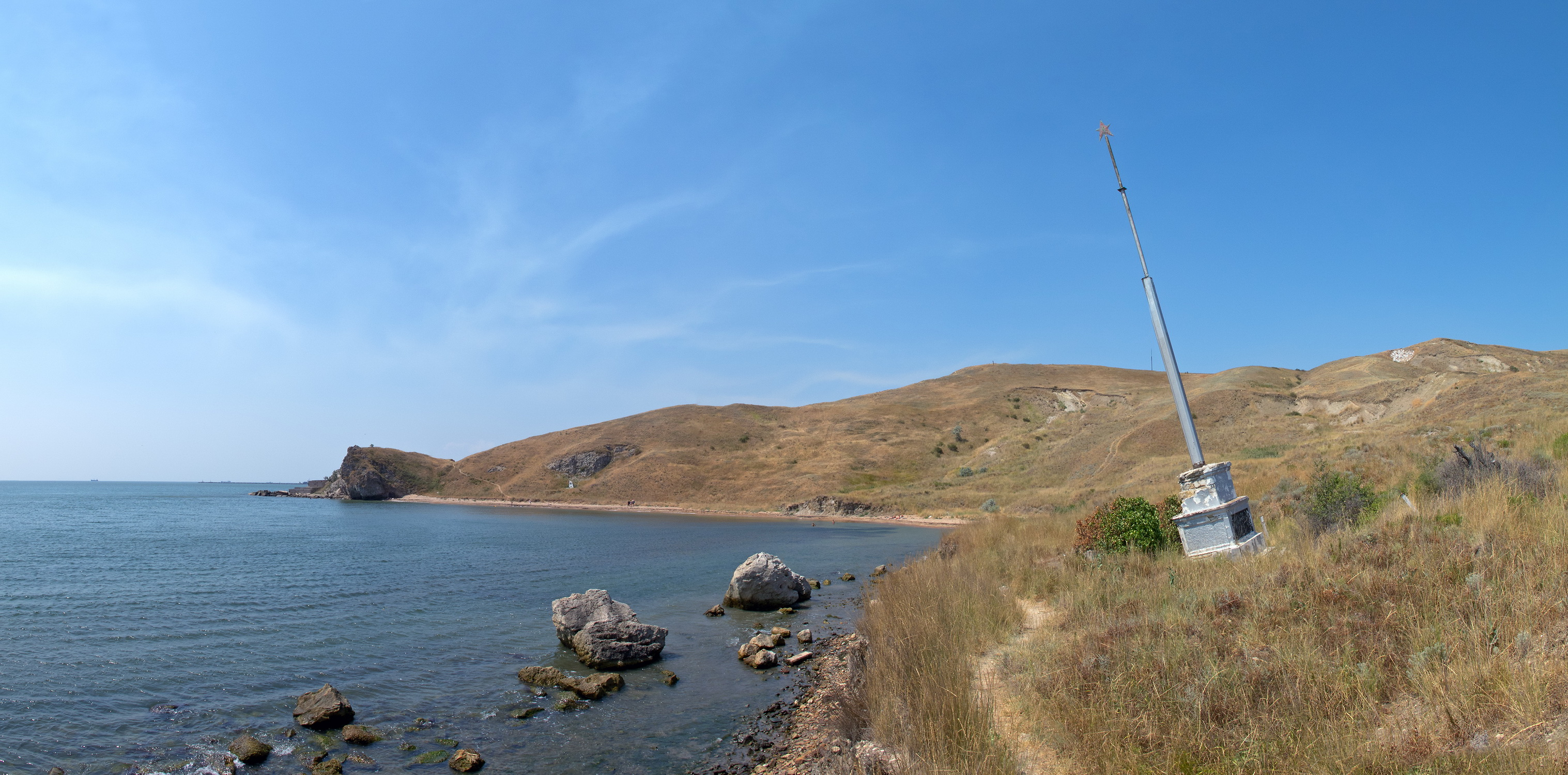
Голубиная бухта и памятник, повреждённый сдвигом почвы

В годы Великой Отечественной войны в районе мыса Фонарь неоднократно происходили сражения между советскими и германскими войсками.
В мае 1942 года здесь держали оборону батареи 571-го отдельного зенитного артиллерийского дивизиона отступающей Красной Армии.
В ночь со 2 по 3 ноября 1943 года, в ходе Керченско-Эльтигенской десантной операции, с кораблей Азовской военной флотилии у мыса Фонарь высадились части 2-й гвардейской Таманской стрелковой дивизии. Этот десант положил начало боям за освобождение Керчи и Крыма.
На возвышенности неподалёку от Еникальского маяка в 1944 году по проекту архитектора Б. М. Надёжина был воздвигнут обелиск в память о погибших в боях солдатах и матросах. Также, небольшой обелиск был установлен в Голубиной бухте на месте высадки десанта. В конце 1990-х годов сдвиг почвы повредил памятник в Голубиной бухте, на замену ему поставлена мемориальная доска.

### Авария сухогруза «Дожа»

Сухогруз «Дожа» до 1982 года носил имя «Leven Fisher»

23 июля 1995 года, во время шторма, около мыса Фонарь затонул сухогруз «Дожа» (англ. «Doja») с грузом стекла и древесноволокнистых плит (ДВП). Корабль принадлежал сирийскому судовладельцу. Судно потеряло остойчивость вследствие одностороннего заполнения балластного танка и смещения груза, легло на левый борт и затонуло на глубине 7 м. Команда в составе 13 человек спаслась. Владелец отказался от затонувшего судна.
В баках корабля оставалось около 30 тонн топлива, часть которого попала в окружающую среду, образовав пятно размером 100 на 300 метров. Несколько упаковок ДВП из состава груза было вынесено волнами к берегу и разобрано местными жителями для хозяйственных нужд. Первые месяцы после аварии борт затонувшего корабля был виден над водой в нескольких сотнях метров от берега, но с течением времени судно погрузилось в песчаное дно.
Из истории корабля: построен в Великобритании в 1962 году, первоначальный владелец — компания James Fisher & Sons (Великобритания); судно носило имена: «Leven Fisher» (1962−1982 гг.), «Haj Hassan» (1982—1989 гг.), «Allah Kareem» (1989—1994 гг.), «Doja» (с 1994 г.).

## Еникальский маяк
Для обеспечения прохода кораблей через Керченский пролив в 1820 году на мысе Фонарь был построен маяк. Территория мыса в те годы принадлежала крепости Еникале, входившей в состав Керчь-Еникальского градоначальства, поэтому маяк назвали Еникальским. Во время Великой Отечественной войны маяк был разрушен. В 1953 году построены современные здания Еникальского маяка.

## Галерея

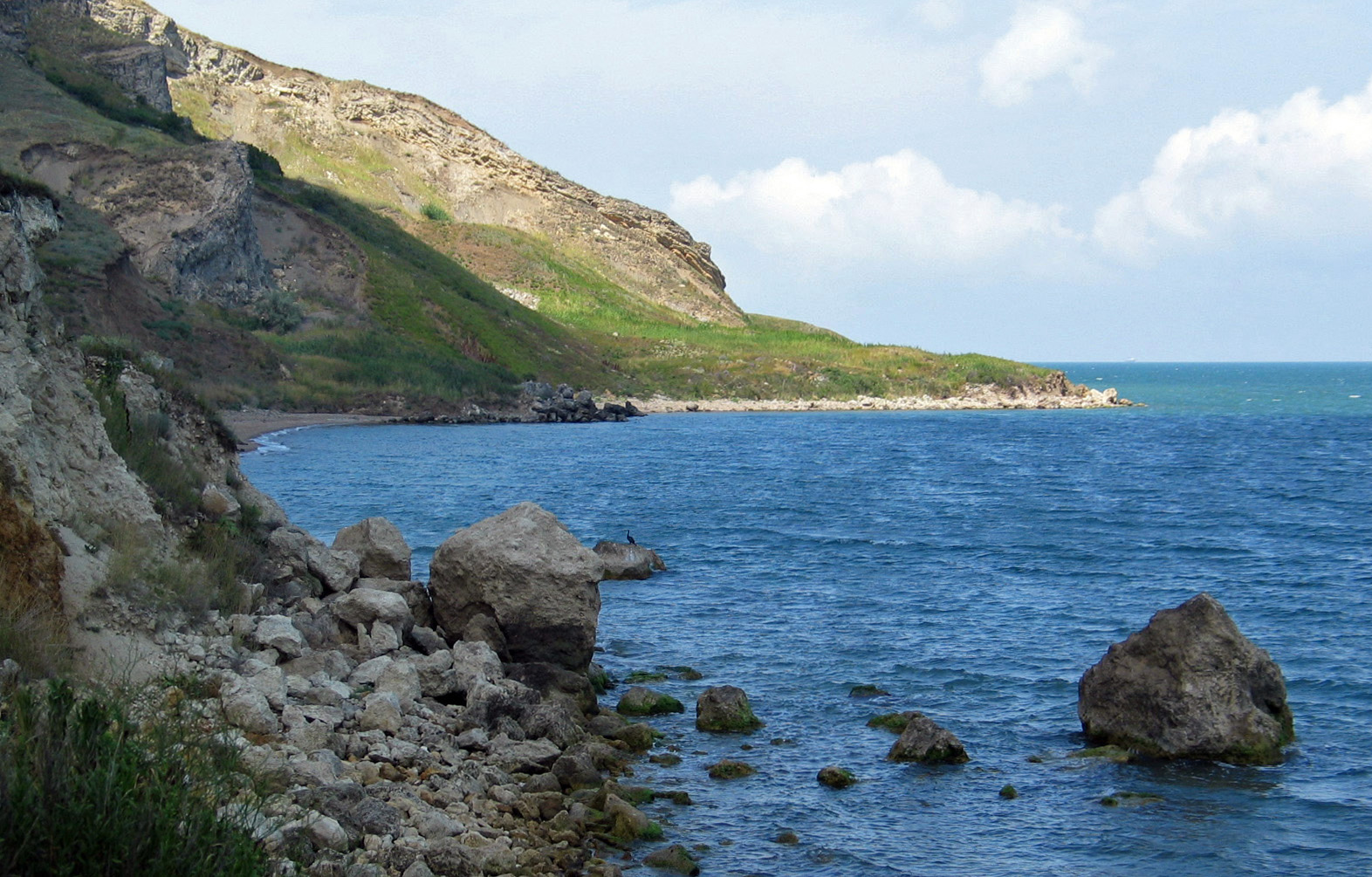
Скалы мыса Фонарь
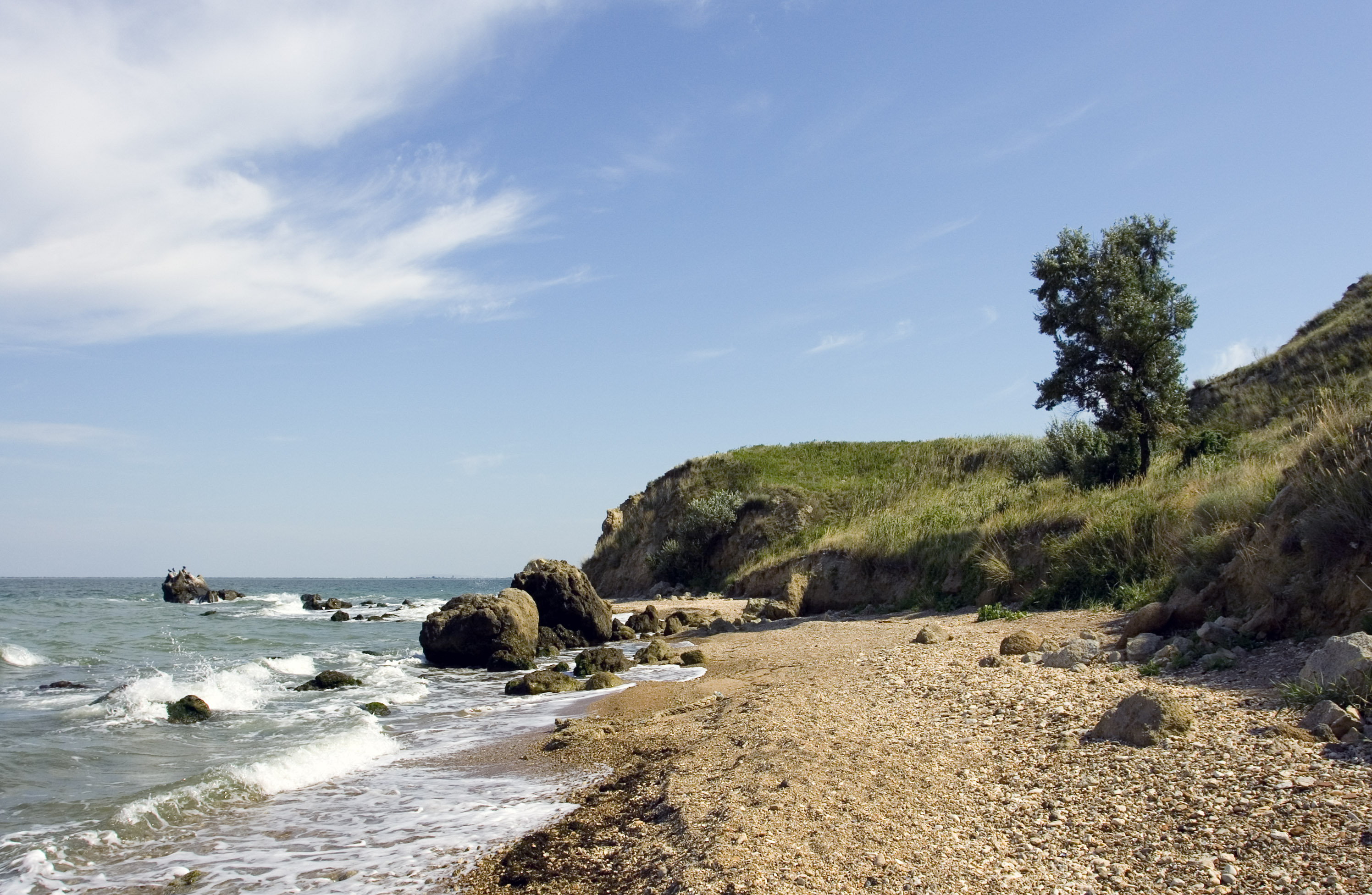
Побережье у мыса Фонарь
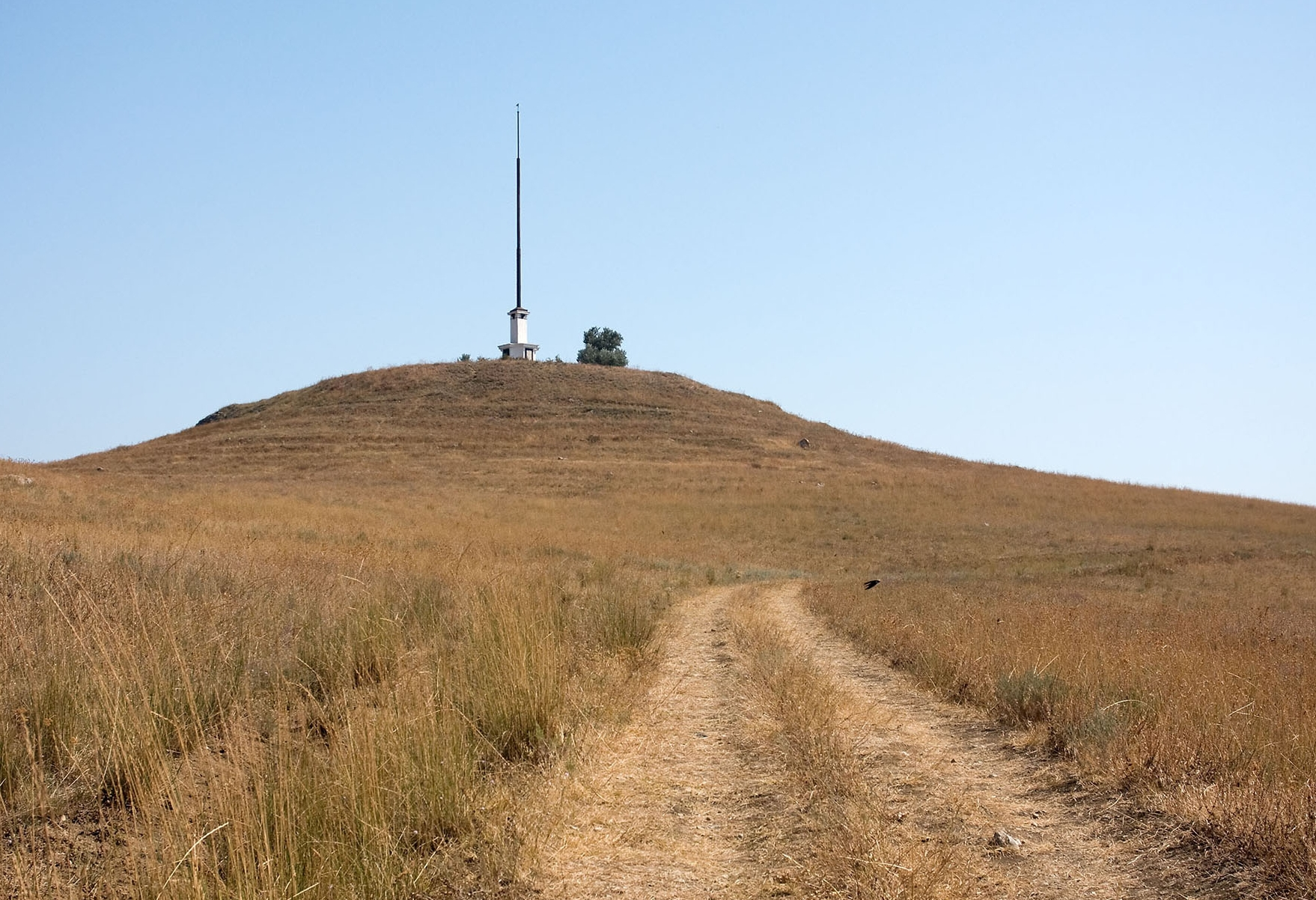
Обелиск павшим воинам у мыса Фонарь
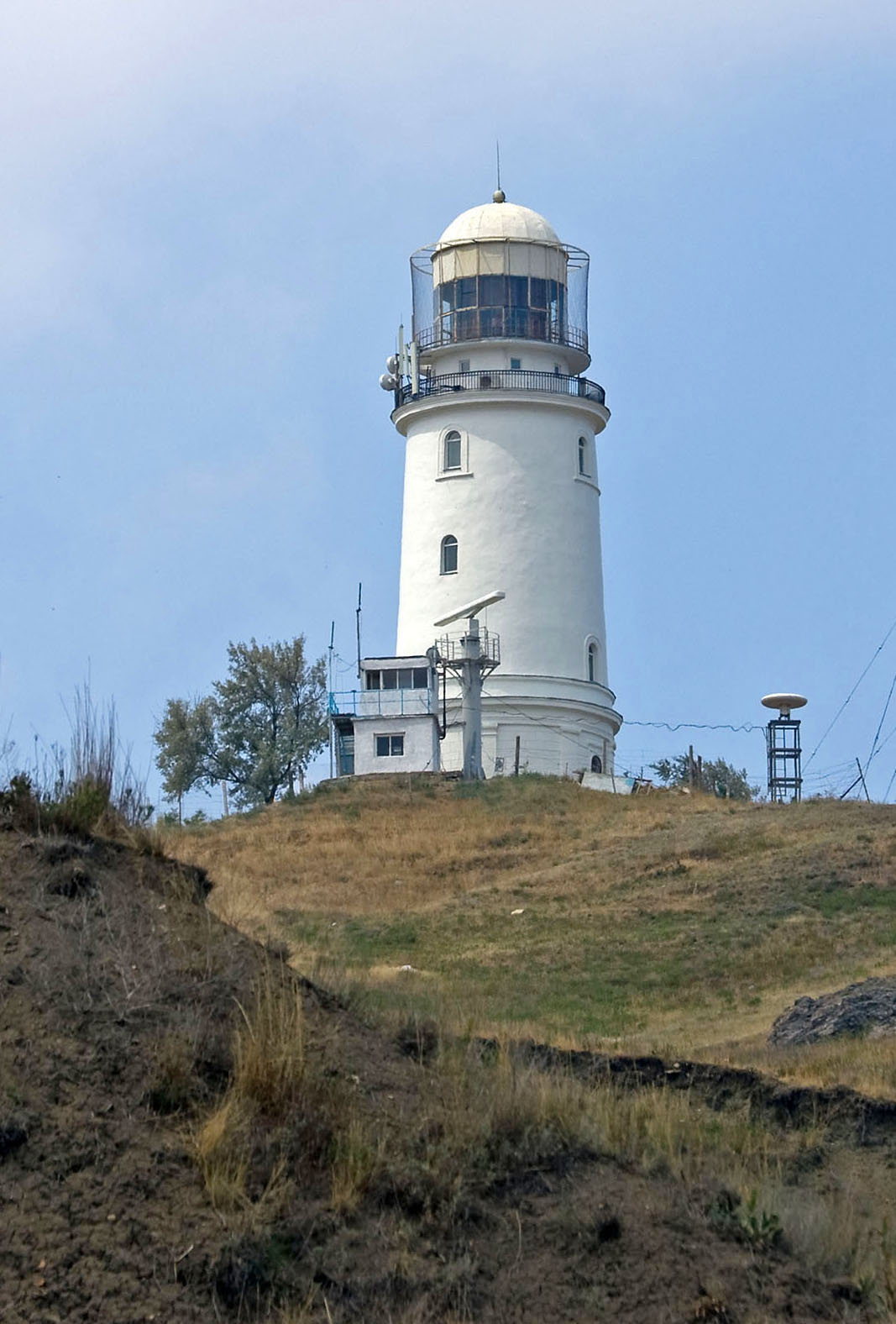
Еникальский маяк